# Catharine Johnston

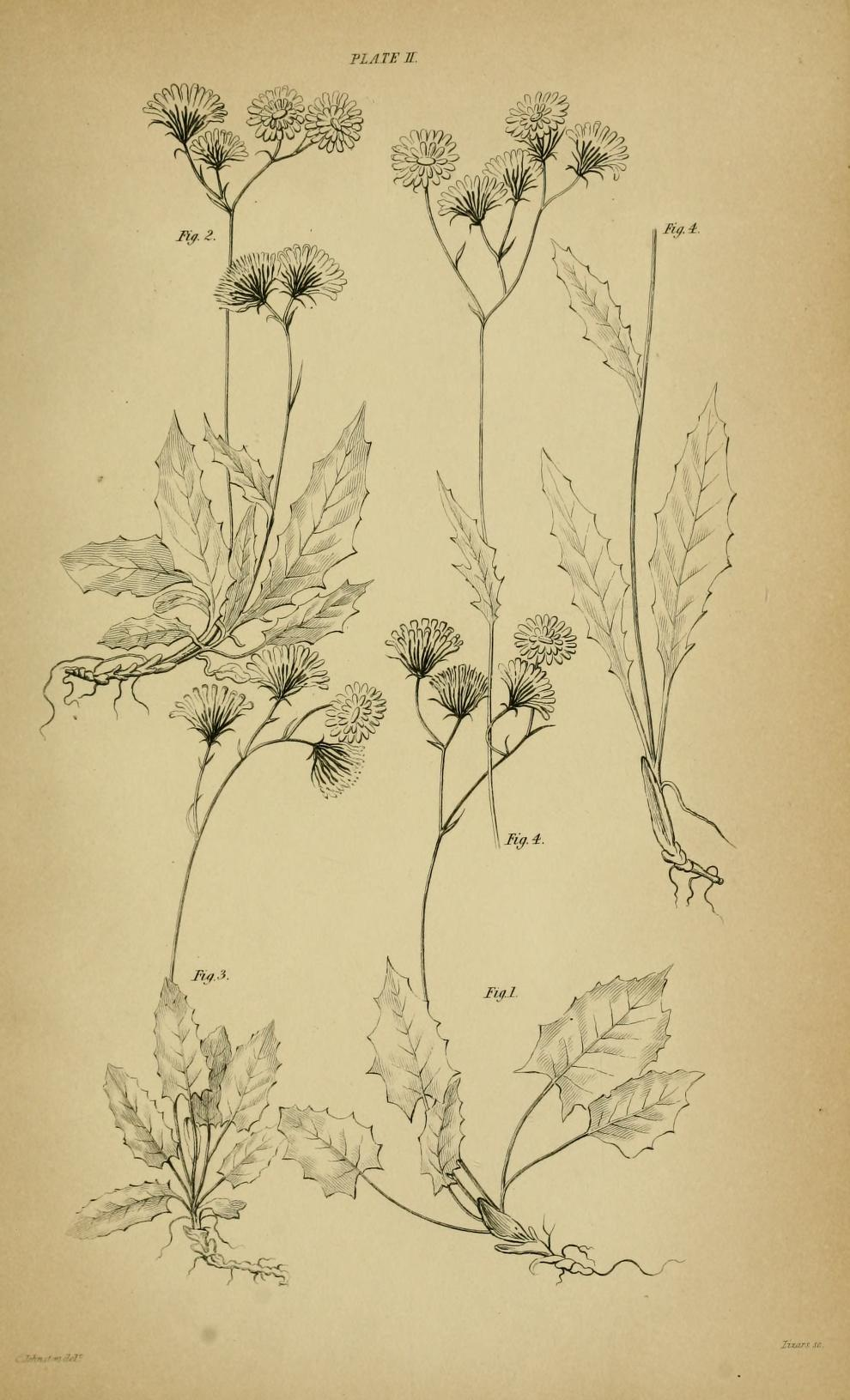
Ilustración botánica de Hieracium murorum y Hieracium sylvaticum, plancha II por Catharine Johnston, publicada en The Botany of the Eastern Borders.

Catharine Johnston, nacida Charles (1700s–1800s) fue una ilustradora botánica inglesa, honrada con una especie de animal marino con su epónimo.

## Biografía
Johnston era hija de William Claudius Charles, un cirujano que trabajó en las Indias Occidentales.
El 23 de noviembre de 1819 se casó con el Dr. George Johnston, un famoso naturalista,  y la pareja se mudó a Berwick-on-Tweed donde residieron permanentemente.
Tomó un gran interés en el estudio de la historia natural. Asistió a su marido en sus investigaciones de historia natural; y además ilustró sus publicaciones con dibujos científicos. Firmaba sus trabajos C. Johnston.
El 21 de diciembre de 1831 fue hecha "miembro extraordinaria " del Berwickshire Naturalists' Club.  Sus dibujos asistieron a otros científicos notables, para continuar su investigación.

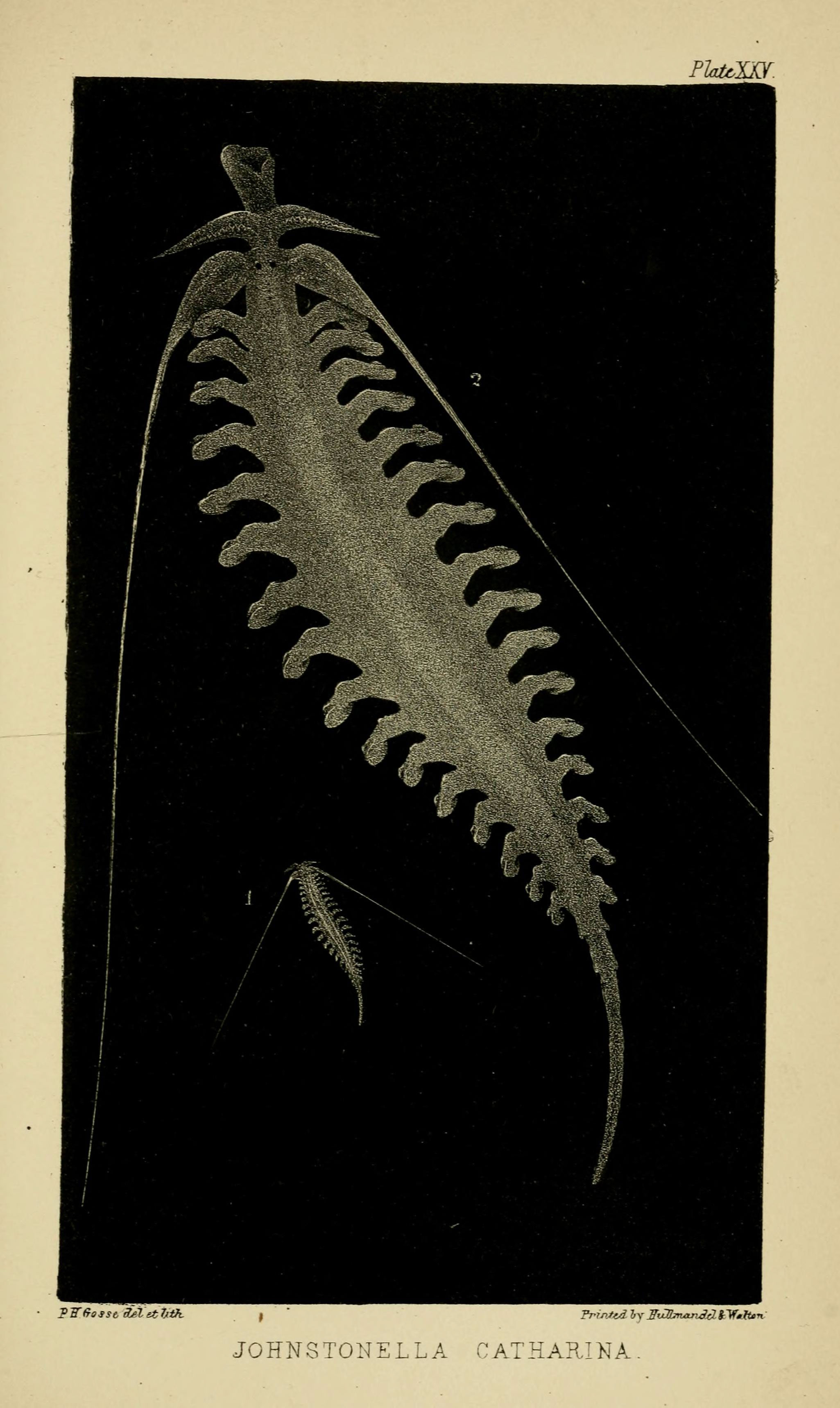
Johnstonella catharina de A naturalist'a rambles en la costa de Devonshire, por P H Gosse Londres: John Van Voorst, 1853.

En 1853 Philip Henry Gosse nombró la especie marina Tomopteris (Johnstonella) catharina con su epónimo en su honor que declara:

El cristalino Johnstonella: Tengo el placer de anunciar un nuevo animal de mucha elegancia, que creo que es de una forma hasta ahora no reconocida. Lo describiré bajo la denominación de Johnstonella catharina. (Lámina XXV). ... Me atrevo respetuosamente a apropiarse de este animal marino, el apellido y el nombre cristiano de la Sra. Catharine Johnston, como un tributo personal de gratitud por la gran ayuda que he derivado de sus grabados en el estudio de la zoofitología.